# ル・コルス級フリゲート
ル・コルス級フリゲート（フランス語: frégate de classe Le Corse）は、フランス海軍が運用していたフリゲートの艦級。E-50型高速護衛艦（Escorteurs rapide de type E50）とも称される。

## 設計
本級はフランス海軍が初めて建造した船団護衛艦であり、アメリカ海軍のディーレイ級護衛駆逐艦に強い影響を受けている。ただし艤装を含めて、細部の技術的には、従来のフランス軍艦の延長線上として建造された。船型はディーレイ級と同じ平甲板型で、艦尾形状をトランサム・スターンとしたのも同級に倣ったものである。当初はイギリス式の高いラティス式の前檣が予定されていたが、まもなく、ラティス式に支持された三脚檣に変更された。速力は26ノットと計画されていたが、海上公試ではこれを平均で3ノット上回る性能を示した。もっとも優れた燃費を示す巡航速度は14ノットであった。
当初計画では、対潜兵器は01甲板前方に装備された3連装長魚雷発射管4基のみであり、その後方には3発ずつの再装填用魚雷を収容した弾薬庫が配される予定であった。魚雷の再装填は発射口から行われることになっていた。また当初設計では、60口径57mm連装砲2基に加えて、第二次世界大戦中のドイツ軍の規格である105mm口径の艦砲が搭載される予定だったが、105mm砲の開発中止と対空砲火力強化の必要から、まもなくこれは3基目の57mm連装砲に取って代わられた。これらを統制する方位盤は2番砲直前の中部甲板室上に設置され、また艦橋直前に射撃指揮所が設定された。また設計の最終段階で、新たな対潜兵器としてMle.54 6連装375mm対潜ロケット発射機が追加された。余裕がなかったために、これは方位盤の直前に配置されたが、射界は大きく制約された。なお「ル・ブレストワ」は、1958年に3番砲を新型の100mm自動砲であるMle.53に換装して、運用試験に従事したが、これはまもなく艦隊の標準的な艦砲となった。

## 配備
まず2隻が1949年度計画で、また1950年度計画でもさらに2隻が認可された。なお最初の3隻の建造費はアメリカ合衆国の相互防衛援助計画（MDAP）によって賄われた。
| #     | 艦名                         | 起工       | 就役      | 除籍   |
| ----- | ---------------------------- | ---------- | --------- | ------ |
| F 761 | ル・コルス Le Corse          | 1951年10月 | 1955年4月 | 1975年 |
| F 762 | ル・ブレストワ Le Brestois   | 1951年11月 | 1956年1月 | 1975年 |
| F 763 | ル・ブーロンネ Le Boulonnais | 1952年3月  | 1955年8月 | 1976年 |
| F 764 | ル・ボルドレ Le Bordelais    | 1952年5月  | 1955年4月 | 1976年 |